# کریستین بجرانو
کریستین بجرانو (انگلیسی: Cristián Bejarano؛ زادهٔ july ۲۵, ۱۹۸۱ (۴۳ سال)) ورزشکار بوکس اهل مکزیک است.
وی در مسابقات کشوری و بین‌المللی در مجموع برندهٔ ۲ مدال برنز شده‌است.